# Eupolymniphilus tenuicaudis
Eupolymniphilus tenuicaudis is een eenoogkreeftjessoort uit de familie van de Sabelliphilidae. De wetenschappelijke naam van de soort werd in 1918 voor het eerst geldig gepubliceerd door Georg Ossian Sars.